# Spathius poecilopterus
Spathius poecilopterus är en stekelart som beskrevs av Chao 1977. Spathius poecilopterus ingår i släktet Spathius och familjen bracksteklar. Inga underarter finns listade i Catalogue of Life.